# San (letter)
De san (bovenkast: Ϻ; onderkast: ϻ) is een verouderde letter uit het Griekse alfabet, die alleen in sommige dialecten werd gebruikt, vooral in Korinthe en in Kreta. De letter had de waarde van de klank [s], net zoals de sigma (Σ) in de andere dialecten. De san komt overeen met de tsade uit het Hebreeuws alfabet. De letter werd voor het laatst gebruikt in de 5e eeuw v.Chr.
Er was ook een andere vorm van de san die lijkt op de letter "И". Deze vorm werd enkel gebruikt in het Arkadisch-Cyprisch en had de waarde van de klank [ts].